# Allium borszczowii
Allium borszczowii Regel – gatunek byliny należący do rodziny czosnkowatych (Allioideae Herbert). Występuje naturalnie w Azji Środkowej, Turkmenistanie, Iranie, Afganistanie oraz Pakistanie. Kwitnie w maju.

## Morfologia
CebulaMają jajowaty kształt. Osiągają do 1–1,5 cm szerokości. Warstwy są brązowe i włókniste.
ŁodygaDorasta do 30 cm wysokości.
LiściePosiada 3–5 liniowych liści o szerokości 1–2 mm. Są nagie, cylindryczne i puste w środku.
KwiatyZebrane w kuliste kwiatostany o średnicy 6 cm. Osadzone są na czerwonawo-brązowych szypułkach o długości do 3 cm. Okwiat ma dzwonkowaty kształt. Działki kielicha mają lancetowaty kształt i długość około 6 mm. Są biało-różowe z fioletowymi żyłkami.